# Coelogyne huettneriana
Coelogyne huettneriana är en orkidéart som beskrevs av Heinrich Gustav Reichenbach.
Coelogyne huettneriana ingår i släktet Coelogyne och familjen orkidéer. Inga underarter finns listade i Catalogue of Life.

## Bildgalleri

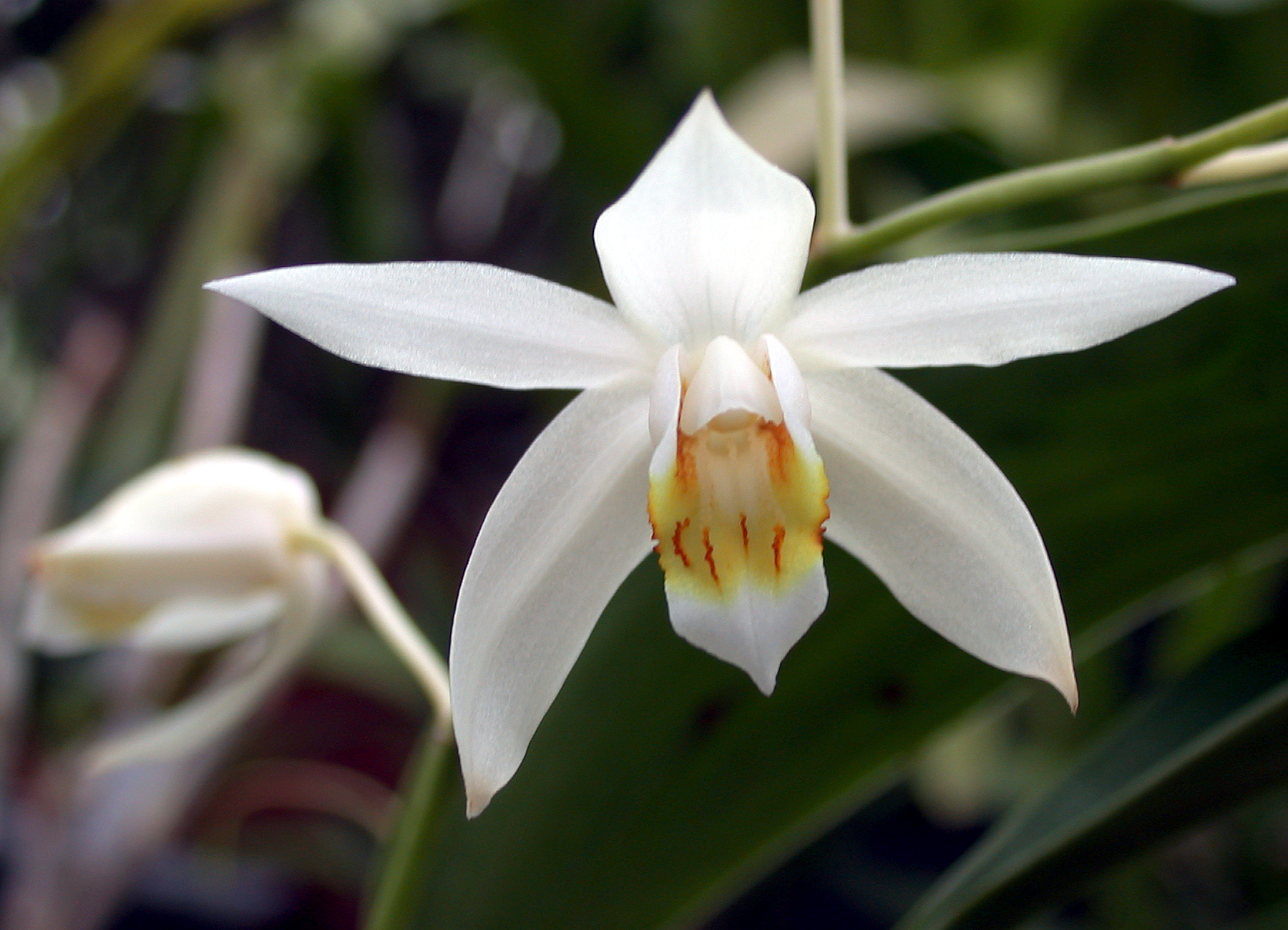